# Turistická značená trasa 8681
 Turistická značená trasa č. 8681 měří 3,1 km; spojuje obci Hubovou a rozcestí Kútnikov kopec - sedlo v severní části pohoří Velké Fatry na Slovensku.

## Průběh trasy
Z obce Hubová traverzem lesním terénem stoupá k rozcestí Kútnikov kopec - sedlo v souběhu s  naučnou stezkou Hubovský okruh. Jedná se o kratší spojovací trasu.
| Km  | Místo                  | Navazující a křižující trasy       | Souřadnice                      | Nadm. výška |
| --- | ---------------------- | ---------------------------------- | ------------------------------- | ----------- |
| 0,0 | Hubová                 | Naučná stezka Hubovský okruh       | 49°7′4″ s. š., 19°10′45″ v. d.  | 451 m n. m. |
| 3,1 | Kútnikov kopec - sedlo | Naučná stezka Hubovský okruh, 2704 | 49°5′42″ s. š., 19°10′55″ v. d. | 969 m n. m. |